# 皮钦查战役

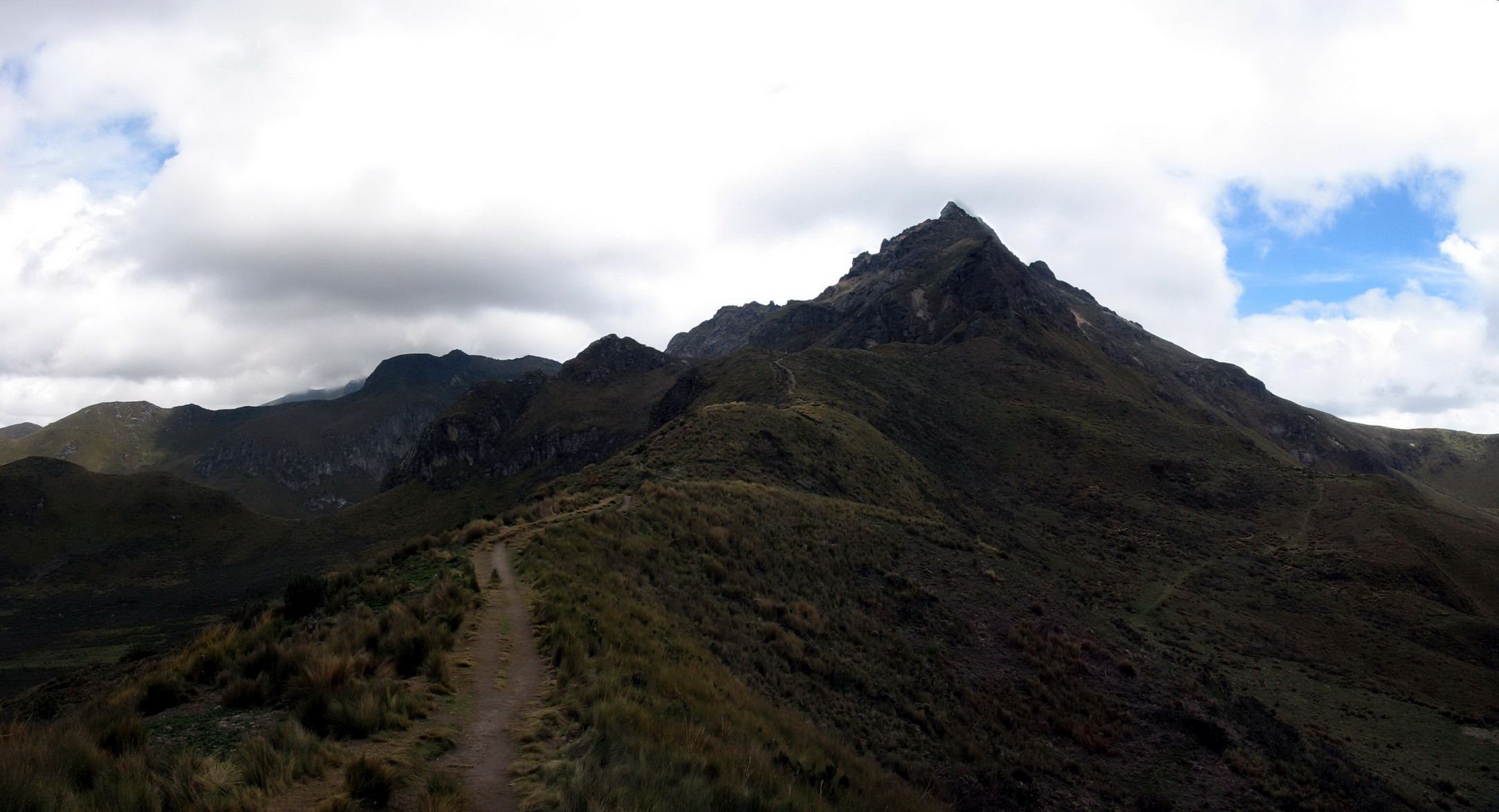
皮钦查火山

皮钦查战役（西班牙語：Batalla de Pichincha）于1822年5月24日发生在今日厄瓜多尔基多附近海拔3500米的皮钦查火山山坡上。该战役是厄瓜多尔独立战争的一部分。安东尼奥·何塞·苏克雷将军率领的军队击败了西班牙殖民军。战役的胜利导致了基多的解放，最终导致厄瓜多尔的獨立。